# Mt. Buller Ski Jump
Mt. Buller Ski Jump – była skocznia narciarska znajdująca się w australijskiej miejscowości Falls Creek w stanie Wiktoria.
Skocznia Mt. Buller Ski Jump powstała w 1959 roku w australijskim ośrodku narciarskim Falls Creek. Jej punkt konstrukcyjny umiejscowiony był na 30 metrze. Obiekt ten był jedyną skocznią narciarską, jaka działała na kontynencie australijskim. W późniejszym czasie został jednak zniszczony i obecnie (2012 r.) już nie istnieje.
22 sierpnia 1959 roku rozegrano tutaj indywidualny konkurs Mistrzostw Australii w Skokach Narciarskich 1959, który wygrał Ernst Vettori senior, ojciec Ernsta Vettoriego, uzyskując w najlepszej próbie odległość 23 metrów. Dwa dni wcześniej, podczas treningowego skoku ustanowił on rekord skoczni Mt. Buller Ski Jump, skacząc na odległość 103 stóp (ok. 31,4 metrów).